# Metopius amenus
Metopius amenus là một loài tò vò trong họ Ichneumonidae.